# Alexander Prokhorenko
Alexander Prokhorenko, (Gorodki, 22 de junho de 1990 — Palmira, 17 de março de 2016) foi um oficial das forças especiais de inteligência do exército russo.

## Biografia
Alexander Prokhorenko nasceu em 22 de junho de 1990 em Gorodki. Ele foi aluno da escola de sua aldeia natal. Depois de se formar em uma escola de engenharia de defesa antimísseis, ele frequentou a Academia de Defesa Aérea Smolensk, graduando-se com honras.
Ele se casou em 2014.

## Guerra na Síria
Segundo o tenente-general Sergey Kuralenko, chefe do Centro Russo de Reconciliação Síria, os ataques aéreos foram realizados sob as ordens das forças especiais russas para impedir que os monumentos históricos e áreas civis de Palmyra fossem bombardeados inadvertidamente. Prokhorenko estava em uma missão para direcionar alguns desses ataques aéreos russos para alvos do Estado Islâmico quando ele foi descoberto e cercado pelas forças do ISIS. Ele recebeu ordem de manter-se em segurança antes do ataque aéreo, mas disse ao comandante que não poderia escapar da área antes de acrescentar: "Estou cercado, eles estão no lado de fora, eu não quero que eles me levem e desfilem, conduzam o ataque aéreo, eles vão tirar sarro de mim e desse uniforme. Quero morrer com dignidade e levar todos esses bastardos comigo. Por favor, meu último desejo, dirigir o ataque aéreo, eles vão me matar de qualquer maneira. Este é o comandante final, obrigado, diga à minha família e ao meu país que eu os amo. Diga a eles que fui corajoso e que lutei até não poder mais fazer isso. Por favor, cuide da minha família, vingue minha morte, adeus comandante, diga à minha família que eu os amo ".
Ele teria pedido um bombardeio por suas próprias coordenadas, sabendo-se condenado durante a batalha de Palmira.
Essa decisão resultaria na eliminação de dezenas de combatentes islâmicos.
Ele morreu em 17 de março de 2016, sua morte é anunciada em 24 de março de 2016.
O corpo de Alexander Prokhorenko, o homem que agora é chamado de "Rambo russo", é trazido de volta a Moscou para ser recebido por sua esposa, Katia, grávida de seu filho.